# Dwight Thomas
Dwight Thomas (ur. 23 września 1980) – jamajski lekkoatleta, sprinter, olimpijczyk z Sydney, Aten i Pekinu.
Thomas początkowo biegał głównie na dystansie 100 metrów i to na nim osiąga największe indywidualne sukcesy:
- brązowy medal podczas Mistrzostw Świata Juniorów w Lekkoatletyce (Annecy 1998)
- 5. miejsce na Mistrzostwach Świata w Lekkoatletyce (Helsinki 2005)
- 3. miejsce w Światowym Finale IAAF (Monako 2005)

Największe sukcesy Thomasa związane są jednak ze startami w jamajskiej sztafecie 4 × 100 metrów:
- 4. miejsce podczas Igrzysk Olimpijskich (Sydney 2000)
- 4. miejsce na Mistrzostwach Świata w Lekkoatletyce (Helsinki 2005)
- srebrny medal Mistrzostw Świata w Lekkoatletyce (Osaka 2007) – eliminacje
- złoty medal Igrzysk Olimpijskich (Pekin 2008) – biegł tylko w eliminacjach, w finale zastąpiła go jedna z największych gwiazd tych igrzysk - Usain Bolt a Jamajczycy ustanowili nowy rekord świata (37.10) – utracił go jednak w 2017 roku po dyskwalifikacji za doping Nesty Cartera[1]
- złoto mistrzostw świata (Berlin 2009) – biegł tylko w eliminacjach

Thomas ma również w dorobku 8. miejsce w biegu na 60 metrów przez płotki podczas Halowych Mistrzostw Świata (Budapeszt 2004) oraz mistrzostwo Jamajki w biegach na 100 i 200 metrów (2002).
W karierze zdobył również brązowy medal igrzysk panamerykańskich w Winnipeg oraz srebrny medal igrzysk Wspólnoty Narodów w Manchester, oba krążki otrzymał w konkurencji biegu sztafet 4 × 100 metrów.
Od sezonu 2009 Thomas postanowił skupić się na biegu na 110 metrów przez płotki co zaowocowało m.in. 7. miejscem na mistrzostwach świata w Berlinie i 3. lokatą podczas Światowego Finału IAAF w Salonikach.

## Rekordy życiowe
- bieg na 100 metrów – 10,00 (2005)
- bieg na 200 metrów – 20,32 (2007)
- bieg na 110 metrów przez płotki – 13,15 (2011) były rekord Jamajki
- bieg na 60 metrów przez płotki (hala) – 7,59 (2004)